# Wolinella
Wolinella — рід епсилон-протеобактерій, має лише одного представника, Wolinella succinogenes, ізольованого із травного тракту жуйних тварин. Ще один вид, Wolinella africanus, був запропонований в 2001 році, але робота з його описом не була опублікована. Рід близько пов'язаний з родами Helicobacter і Campylobacter, деякі представники яких, такі як Helicobacter pylori і Campylobacter jejuni, є небезпечними патогенами людини і тварин.